# Зауральский край
«Зауральский край» — общественно-политическая газета под редакцией А.М. Спасского. Выходила с 20 декабря 1912 года по 19 ноября 1918 года в Екатеринбурге.

## История
В январе 1913 года «Товарищество газеты «Уральский край» начинает выпуск газеты «Зауральский край» (пробный номер вышел в свет в декабре 1912 г.), параллельно закончив издание «Голоса Урала», после разбирательства по вопросу о праве «Товарищества» выступать в качестве официального издателя периодических печатных органов (издание характеризовалось как газета «крайне левого противоправительственного направления»).
Не все сотрудники «Зауральского края» являлись сторонниками кадетской идеологии (Ф.Н. Лебедев и С.К. Тарабукин были народниками, а М.А. Атмакин и Н.П. Бусыгин — марксистами), однако газета последовательно пропагандировала теоретические и программные установки конституционно-демократической партии.
| Год  | Первый номер | Дата       | Последний номер | Дата       |
| ---- | ------------ | ---------- | --------------- | ---------- |
| 1912 | № 1          | 20 декабря | -               | -          |
| 1913 | № 1          | 1 января   | № 277           | 31 декабря |
| 1914 | № 1          | 1 января   | № 290           | 31 декабря |
| 1915 | № 1          | 1 января   | № 292           | 31 декабря |
| 1916 | № 1          | 1 января   | № 290           | 31 декабря |
| 1917 | № 1          | 1 января   | № 213           | 30 декабря |
| 1918 | № 1          | 1 января   | № 92            | 19 ноября  |

С 17 июля по 4 октября 1917 года газета не выходила. № 174 (26 окт.) — № 213 (30 дек.)

## Содержание
Почти в каждом номере «Зауральского края» публиковались заметки об эсерах (больше половины материалов газеты относилось к внутрипартийной жизни эсеров). Они носили информативный характер: сообщалось о проведении организационных собраний, об образовании ячеек, заседаниях. Так же имели место публикации о работе эсеров в Екатеринбургской городской думе и в Крестьянском союзе. 
Не могла кадетская газета пройти мимо обращений ПСР к населению и своим соратникам. Лишь одна заметка была помещена о расколе эсеров на правых и левых.